# The New England Journal of Medicine
The New England Journal of Medicine (abrégé en N. Engl. J. Med. ou NEJM) est une revue médicale américaine. Elle est éditée depuis 1812 et publiée hebdomadairement en anglais.
Selon le Journal Citation Reports, son facteur d'impact était de 74,7 en 2019, ce qui la place au premier rang des revues de médecine.
Les articles de plus de six mois et publiés après 1993 sont en libre accès.

## Historique

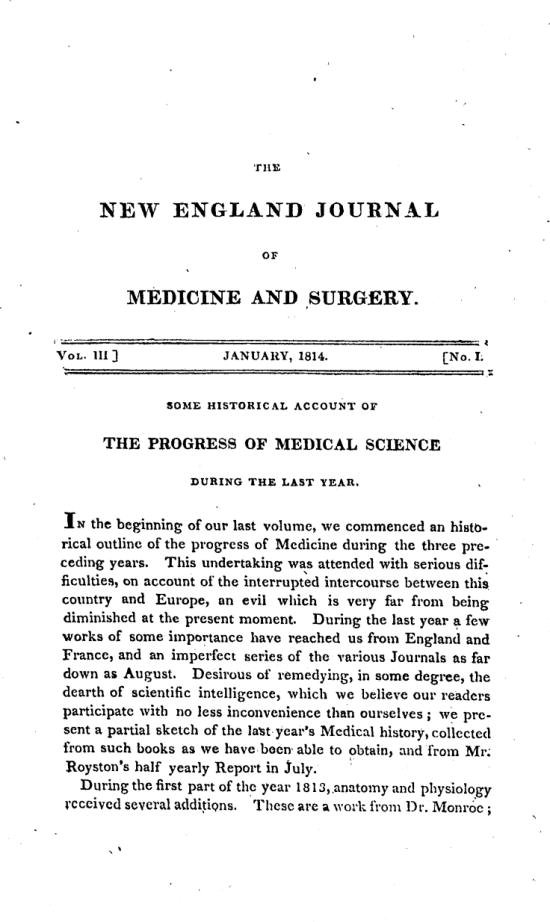
Édition de janvier 1814 du New England Journal of Medicine and Surgery

La revue paraît trimestriellement en janvier 1812 sous la direction de John Collins Warren, chirurgien du Massachusetts General Hospital, et de son collègue James Jackson, avec pour titre New England Journal of Medicine, Surgery and Collateral Branches of Science. En 1828, la revue fusionne avec le Boston Medical Intelligencer, devenant le Boston Medical and Surgical Journal, qui sera publié tous les mardis pendant un siècle. En 1928, après des difficultés financières, le journal est racheté par la Société médicale du Massachusetts et renommé le New England Journal of Medicine,.
Historique des différents noms de la revue :
- New England Journal of Medicine, Surgery and Collateral Branches of Science, 1812-1826  (ISSN 2163-307X)
- New England Medical Review and Journal, 1827  (ISSN 2163-2928)
- Boston Medical and Surgical Journal, 1828-1928  (ISSN 0096-6762)
- New England Journal of Medicine, 1928-en cours  (ISSN 0028-4793)

Il s'agit de la plus ancienne revue médicale publiée de manière continue jusqu'à nos jours.

En décembre 2023, la revue commence à publier une série d'articles historiques sur les injustices médicales commises par elle-même depuis son origine. Elle annonce dans un éditorial :  
il est plus facile de se confronter aux biais des autres qu'aux siens propres. Mais nous reconnaissons que, dans le passé, le Journal s'est fait l'avocat de mauvaises causes basées sur la race, l'ethnie, la religion, le sexe, le genre, des conditions physiques ou mentales. Nous avons missionné des historiens indépendants (...) Nous espérons qu'en apprenant de nos fautes, nous pourrons en empêcher de nouvelles. 
Le premier article porte sur sur la façon dont le NEJM a traité l'esclavage et la santé des esclaves au XIXe siècle. 
En 2025, le NEJM fait partie des nombreux journaux récipiendaires d'une lettre de menace du procureur fédéral du district de Columbia, Edward R. Martin (en), un fidèle de Trump, les accusant de prendre des positions non neutres dans différents débats scientifiques ,.

## Bureau éditorial
Liste des éditeurs depuis 1921 :
- 1921–1937 : Walter Prentice Bowers
- 1937–1947 : Robert Nason Nye
- 1947–1967 : Joseph Garland
- 1967–1977 : Franz J. Ingelfinger
- 1977–1991 : Arnold S. Relman
- 1991–1999 : Jerome P. Kassirer
- 1999–2000 : Marcia Angell
- Depuis 2000 : Jeffrey M. Drazen[9].